# 新疆省银行银圆票
新疆省银行银圆票是中华民国新疆省政府为了摆脱恶性膨胀的金圆券，並用以收兑惡性通膨的新疆省币，于民国三十八年（公元1949年）发行的银本位纸币。新疆省银行银圆票仅在新疆地区流通。也是中华民国新疆省当局发行的最后一种纸币，并且在中华人民共和国成立之初继续流通过一段时间，最终于1951年10月1日停止流通。

## 历史

### 背景
民国三十七年（公元1948年）8月，面对法币的恶性膨胀，中华民国政府进行了币制改革，开始发行金圆券。中华民国中央银行迪化分行在这一年下半年在新疆发行超过近两千万圆的金圆券，发行的金圆券面额包括一角、二角、一圆、五圆、十圆等。除此之外，新疆省政府规定将金圆券与新疆省币之间的比值固定。
民国三十八年（公元1949年），因为国共内战的战事不断失利，并且因为金圆券的不断滥发，中华民国经济上出现了严重的通货膨胀，金圆券开始大幅度贬值。这一年中华民国中央银行迪化分行开始发行一百圆、五百圆、一千圆等面额较大的金圆券。在这一年的6月迪化分行发行了五万圆面额的金圆券。由于新疆省币与金圆券的固定比值，导致新疆省币严重受到金圆券贬值的影响。新疆省政府为了保证财政开支，不得不发行更多的大额新疆省币。而这种滥发，导致新疆省币贬值的幅度更为巨大，在1949年5月，新疆省银行甚至发行了面额为60亿圆的新疆省币。而面对货币继续不断的贬值，即便是60亿圆新疆省币，其价值也不过几十粒白米。到了1949年6月初，新疆省政府已经累计发行了超过6亿亿圆新疆省币。不断贬值的货币逐渐失去信用，市场中甚至出现了以物换物，以物找零，拒绝使用省币的情况。恶性通货膨胀的出现，使得新疆的经济几乎崩溃。面对新疆经济的崩溃，时任新疆省政府主席包尔汉，在这一年5月20日开始主持进行新疆币制改革。

### 银圆票的发行、流通与收兑
此次币制改革实行银本位，铸造每圆库平七钱二分的新疆省壹圆银币，并发行十足兑现的银圆票。这一次的币制改革开始以1比6000亿的比率回收省币，在经济上彻底与法币、金圆券切断联系，并不再在新疆使用金圆券。银圆票的仅在新疆七区流通，在其他省份不能流通且并不允许携带新版壹圆银币出境。银圆票发行的初期，阻断了金圆券继续流入新疆，并稳定了新疆金融市场。然而银圆票发行不久，当时的新疆正在进行三区革命，并且部分军官正在酝酿的起义，新疆政局开始出现动荡，很多群众开始要求兑现。而银圆票的发行本身储备不足，开始出现无法保证兑现的情况。面对这种情况，包尔汉曾致电中央银行总裁徐堪，希望要回曾为发行中央银行新疆省流通券而上缴央行五万两黄金。然而当时，当局本身陷入内战之中，财源不足，并且开始将国库黄金运往台湾，故当局无力发还这笔黄金。除此之外，新疆省政府曾为发展新疆工业，还花费超过40万美元从海外购买机器。然而因为内战爆发，然而最终机器并未运抵新疆。与此同时，新疆省财政的赤字不得不依赖增发银圆票弥补，加上市面上的货物商品匮乏，导致物价上涨无法抑制。银圆票开始贬值，通货膨胀再次发生。1949年9月16日，银圆票与新疆省壹圆银币比值达2.3:1，到了9月21日，比值更是跌至4.2:1。1949年9月底，在新疆和平解放前夕，银圆票累计发行量超过434万圆。而比价跌倒了12:1。
新疆和平解放后，经新疆各族各界协商会议议定通过了《关于调整新疆省金融问题的方案》，《方案》决定了银圆票作为合法货币继续在新疆流通，第一套人民币暂不进入新疆。《方案》除了确定了银圆票继续流通，为了切断银圆票与新疆省壹圆银币的关系，还规定了银圆票与人民币之间的汇率比价。最初银圆票与人民币比值定位了1:360，后有意提高比值，将银圆票比人民币定为1:500，后经过三次调整，分别于1950年7月12日调整为1:450，3月21日调整为1:400，1951年4月3日调整为1:350，在1951年5月15日，中国人民银行新疆分行宣布固定银圆票与人民币的汇率。除了控制汇率比价外，人民政府实施打击银圆黑市，支持从关内采办物资进疆等政策，稳定稳定银圆票币值。新疆省人民政府从兰州划拨10万银圆作为准备金，并且调运10万匹布，5万块砖茶以及食物糖等物资进疆来稳定物价。银圆票发行之初仅在新疆七区流通，其他三区流通三区期票。1950年1月28日，新疆省人民政府通过《关于新疆省三、七区金融问题统一决议》，《决议》规定了银圆票和三区期票的汇率比值为1:1250，并同时流通于新疆全省。三区期票停止发行，并对三区期票只收不付，并在1950年12月31日起停止流通。 1951年1月1日起，全省只准银圆票流通。随着银圆票与人民币的比值趋近符合实际，中华人民共和国中央人民政府决定用人民币收兑银圆票，1951年10月1日，发行带维吾尔文的人民币，银圆票开始以1:350人民币的比值开始收兑，并且颁布金银管理办法，收兑流通在市场的金银，新疆币制与全中国统一。

## 形制特征
民国三十八年（公元1949年）银圆票有壹分、伍分、壹角、贰角、伍角、壹圆，均为横式钞票。均由迪化新疆印刷厂印制。新疆银圆票由新疆省当局自行设计发行，设计钱币时为与法币和金圆券脱钩，不再使用孙中山头像作为钱币图景，取而代之的是新疆的风景和农牧生活图。新疆银圆票正面印有汉文“新疆省银行”和“银圆票”等字样，背面则是维吾尔文‎（“Shing Jang Olka Bankasi”，“新疆省银行”之意）及‎（“Shing Jang Olkalk Kumush Pul”，“新疆省银币”之意）。其中壹分、伍分、壹角、贰角、伍角均由时任新疆省财政厅厅长贾尼木汗的汉文和哈萨克文（جانم حاب）签名，而壹圆则分为两种，在新疆和平解放前印发的为贾尼木汗的汉文和哈萨克文签名，之后印发的则为财政厅代理厅长白文昱的汉文及维吾尔文签名。
新疆和平解放后，原流通的新疆银圆票继续流通，并根据需要发行了面额为伍圆和拾圆两种新版银圆票，其中拾圆分为大、小两种版式。新发行的银圆票亦为横版。新版的伍圆和拾圆银圆票已停止兑现，故其下首没有“凭票即付银币伍圆（拾圆）”的字样。伍圆和拾圆银圆票印有时任新疆省人民政府财政厅厅长辛兰亭的签名，分别为汉文和维吾尔文（‎）。

### 信息表
| 各面额纸币票面的基本信息表                      | 各面额纸币票面的基本信息表 | 各面额纸币票面的基本信息表 | 各面额纸币票面的基本信息表                                               | 各面额纸币票面的基本信息表     | 各面额纸币票面的基本信息表                                                                             |
| 票样                                            | 面额                       | 尺寸（毫米）               | 票面内容简述                                                             | 票面内容简述                   | 签名                                                                                                   |
| 票样                                            | 面额                       | 尺寸（毫米）               | 正面                                                                     | 背面                           | 签名                                                                                                   |
| ----------------------------------------------- | -------------------------- | -------------------------- | ------------------------------------------------------------------------ | ------------------------------ | --- |
|                                                 | 壹分                       | 100×47                     | 森林图景                                                                 | 维吾尔文面值                   | 贾尼木汗（汉文与哈萨克文）                                                                             |
|                                                 | 伍分                       | 106×51                     | 无图景                                                                   | 无图景                         | 贾尼木汗（汉文与哈萨克文）                                                                             |
|                                                 | 壹角                       | 113×58                     | 雪山与农田                                                               | 阿拉伯数字“10”                 | 贾尼木汗（汉文与哈萨克文）                                                                             |
|                                                 | 贰角                       | 113×56                     | 近景为河流与森林，远景为高山                                             | 阿拉伯数字“20”                 | 贾尼木汗（汉文与哈萨克文）                                                                             |
|                                                 | 伍角                       | 111×56                     | 单马拉犁春耕图                                                           | 妇女采桑图                     | 贾尼木汗（汉文与哈萨克文）                                                                             |
|                                                 | 壹圆                       | 134×55                     | 左为单马拉犁春耕图，右为双马拉收割机夏收图                               | 左侧为森林图                   | 贾尼木汗（汉文与哈萨克文，1949年9月25日、26日之前），白文昱（汉文与维吾尔文，1949年9月25日、26日之后） |
| *                                               | 壹圆                       | 134×55                     | 左为单马拉犁春耕图，右为双马拉收割机夏收图                               | 左侧为森林图                   | 贾尼木汗（汉文与哈萨克文，1949年9月25日、26日之前），白文昱（汉文与维吾尔文，1949年9月25日、26日之后） |
| *                                               | 壹圆                       | 134×55                     | 左为单马拉犁春耕图，右为双马拉收割机夏收图                               | 左侧为森林图                   | 贾尼木汗（汉文与哈萨克文，1949年9月25日、26日之前），白文昱（汉文与维吾尔文，1949年9月25日、26日之后） |
|                                                 | 伍圆                       | 150×60                     | 左为雪山与农田（与壹角图景相同），右为河流、森林和高山（与贰角图景相同） | 左侧为森林图（与壹圆图景相同） | 辛兰亭（汉文与维吾尔文）                                                                               |
|                                                 | 伍圆                       | 150×60                     | 左为雪山与农田（与壹角图景相同），右为河流、森林和高山（与贰角图景相同） | 左侧为森林图（与壹圆图景相同） | 辛兰亭（汉文与维吾尔文）                                                                               |
|                                                 | 拾圆（大）                 | 153×76                     | 左为火车，右为轮船                                                       | 左侧为森林图（与壹圆图景相同） | 辛兰亭（汉文与维吾尔文）                                                                               |
|                                                 | 拾圆（大）                 | 153×76                     | 左为火车，右为轮船                                                       | 左侧为森林图（与壹圆图景相同） | 辛兰亭（汉文与维吾尔文）                                                                               |
|                                                 | 拾圆（小）                 | 130×65                     | 左为插秧的五位农民，右为犁地的水牛                                       | 工厂厂房                       | 辛兰亭（汉文与维吾尔文）                                                                               |
|                                                 | 拾圆（小）                 | 130×65                     | 左为插秧的五位农民，右为犁地的水牛                                       | 工厂厂房                       | 辛兰亭（汉文与维吾尔文）                                                                               |
| *壹圆票样背面中上为贾尼木汗签名，下为白文昱签名 |                            |                            |                                                                          |                                | |